# 電視新聞服務
TSN（烏克蘭語：ТСН），正式名稱為电视新闻服务（羅馬化：Televiziina sluzhba novyn），是烏克蘭1+1频道的每日新闻节目，由1+1媒体集团制作，自2013年起从位于基辅波迪爾频道总部的电视演播室播出。在2022年俄罗斯全面入侵乌克兰之前，TSN每周都会播出最多8个版本（具体取决于星期几），並在周六和周日各播出一个版本。TSN的主节目在晚上7:30開始播出。
从2022年2月26日午夜开始，电视資訊頻道1+1 Media（特别是1+1） 开始播出電視馬拉松《聯合新聞》，TSN团队也参与了该节目的制作。